# Lahuachaca
Lahuachaca es una localidad de Bolivia, ubicada en el Altiplano andino. Administrativamente se encuentra en el municipio de Sica Sica de la provincia de Aroma en el departamento de La Paz. En cuanto a distancia, Lahuachaca se encuentra a 125 km de La Paz y a 104 km de Oruro. La localidad forma parte de la Ruta Nacional 1 de Bolivia. 
Según el último Censo de 2012 realizado por el Instituto Nacional de Estadística de Bolivia (INE), la localidad cuenta con una población de 5.874 habitantes y está situada a 3.792 m s. n. m.

## Demografía
| Año  | Habitantes | Fuente     |
| ---- | ---------- | ---------- |
| 1992 | 2 562      | Censo 1992 |
| 2001 | 2 986      | Censo 2001 |
| 2012 | 5 874      | Censo 2012 |